# جابر عبد العاطي أبو زيد
جابر عبد العاطي أبو زيد (20 يوليو 1954- 15 أغسطس 2020)، لاعب كرة الطائرة مصري سابق. مثل المنتخب القومي المصري من عام 1972 حتى العام 1985، لعب ما يقرب من 350 مباراة دولية مع المنتخب القومي ونادي الزمالك وحصل على تسعة بطولات للدوري خلال مشواره مع نادى الزمالك وبطولات أفريقيا للأندية.

## مسيرته الرياضية
- لاعب كرة طائرة نادى الزمالك
- اشترك بالبطولة الدولية بلبنان عام 1973
- اشترك بالبطولة الدولية بسوريا عام 1974
- اشترك بالبطولة الدولية بالكويت عام 1974
- اشترك بالبطولة الدولية بالصين عام 1974
- اشترك بالبطولة الدولية بالمكسيك عام 1974
- اشترك ببطولة كندا الدولية عام 1974
- اشترك أفريقيا للجامعات بغانا عام 1975
- اشترك باسبوع الصداقة ببلغاريا عام 1975
- اشترك بأحداث زيارة المنتخب الايرانى لمصر عام 1975
- اشترك ببطولة البحر الأبيض بالجزائر عام 1975
- اشترك بتصفيات المنطقة الخامسة بالسودان عام 1975
- اشترك ببطولة اليونان الدولية عام 1975
- اشترك ببطولة أفريقيا بتونس عام 1976
- اشترك ببطولة اليونان الدولية عام 1976
- اشترك بأوليمبيات مونتريال عام 1976
- اشترك ببطولة تشيكوسلوفاكيا عام 1977
- لعب كمحترف بدولة الإمارات عام 1977
- اشترك في بطولة النمسا الدولية عام 1977
- اشترك في بطولة العالم بروما عام 1977
- اشترك في بطولة الألعاب الأفريقية بالجزائر عام 1978
- لعب محترفا في دولة الإمارات عامى 1979 و 1980
- اشترك في بطولة Dora بهولندا عام 1981
- اشترك بتصفيات المنطقة الخامسة بالقاهرة عام 1982
- اشترك ببطولة البحر الأبيض بالمغرب عام 1983
- اشترك ببطولة العالم العسكرية ب لاهور باكستان عام 1983
- اشترك ببطولة الصين الدولية عام 1983
- اشترك باسبوع الصداقة بالعراق عام 1984
- اشترك بالبطولة الأفريقية للاندية عام 1984
- اشترك ببطولة فرنسا الدولية عام 1984
- اشترك ببطولتي فرنسا وهولندا الدوليتين عام 1984
- اشترك بدورة الألعاب الاوليمبيه بلوس انجلوس عام 1984
- اشترك ببطولة أفريقيا للانديه عام 1985 .